# Nationale Prijs voor de Onderwijsjournalistiek
De Nationale prijs voor onderwijsjournalistiek is een Nederlandse prijs voor onderwijsjournalistiek die in 2008 voor het eerst werd uitgereikt.
In oktober is er ieder jaar de Nationale Onderwijsweek, waar in 2008 voor de eerste keer de Nationale Prijs voor Onderwijsjournalistiek werd uitgereikt. 
De prijs is in het leven geroepen door de Stichting Stimulering Onderwijsjournalistiek om de kwaliteit van het publieke debat over onderwijs in Nederland te stimuleren. De stichting komt voort uit de stichting 'HBO-Journaal' die tot 2005 het gelijknamig maandblad uitgaf. De prijs bestaat uit een kunstwerk van Christine van der Ree en 2.000 euro.

## Winnaars
- 2008: Anja Vink voor Dit onderwijs vergroot de achterstand. Dat stond september 2007 in M, het magazine van NRC Handelsblad.
- 2009: Yvonne van de Meent, Robert Sikkes en Nico van Kessel voor een multimediale publicatie over de vermogens van (basis)scholen, Misplaatst armoedegevoel. Gepubliceerd in het Onderwijsblad.
- 2010: Robin Gerrits e.a. met De Onderwijsagenda van de Volkskrant (de Volkskrant).
- 2011: Ianthe Sahadat en Merijn Rengers. Zij wonnen de prijs voor verschillende artikelen over de problemen bij Hogeschool Inholland, gepubliceerd in de Volkskrant.
- 2012: Jan Dijksma en José Hulsing voor Social Media (de Volkskrant).
- 2013: Anja Vink voor Asschers stille revolutie (Vrij Nederland).
- 2014: Bea Ros, Ronald Buitelaar, Anja Vink, Lodewijk van der Kroft, Monique Marreveld voor Dossier Cito (Didactief).
- 2015: Johannes Visser voor De excellente leerling (de Correspondent).
- 2016: geen uitreiking door verplaatsing van de uitreikdatum naar 2017
- 2017: Robert Sikkes voor Honderden miljoenen stromen weg uit het basisonderwijs (Onderwijsblad).
- 2018: Janny Groen en Rik Kuiper voor Wie blijft is een landverrader (de Volkskrant).
- 2019: Kees van den Bosch, Sophie Blok, Matthijs Breemer, Hielke Jan Borger en Judith Konijn voor De promotiefabriek (Argos/Vpro)
- 2020: Koen Marée, Jasper Been en Bart Hekkema voor De universiteit als megastal (de Correspondent).
- 2021: Mirjam Remie en Menno Sedee voor Techreuzen in de klas. In een serie artikelen in NRC Handelsblad werden de perspectieven van techbedrijven, instellingen, klassen en leerlingen in het Nederlandse onderwijs na het uitbreken van de coronapandemie op indringende wijze verkend.
- 2022: Johannes Visser voor Winnaars en Verliezers? Een serie artikelen over kansenongelijkheid binnen het onderwijs (de Correspondent).
- 2023: Patricia Veldhuis voor voor het verslag dat ze schreef van een jaar lesgeven op een middelbare school in Rozendaal. (NRC)